# Strada statale 41 di Val Monastero
La strada statale 41 di Val Monastero (SS 41) è una strada statale che mette in comunicazione la Val Venosta con la Val Monastero, in Svizzera.

## Storia

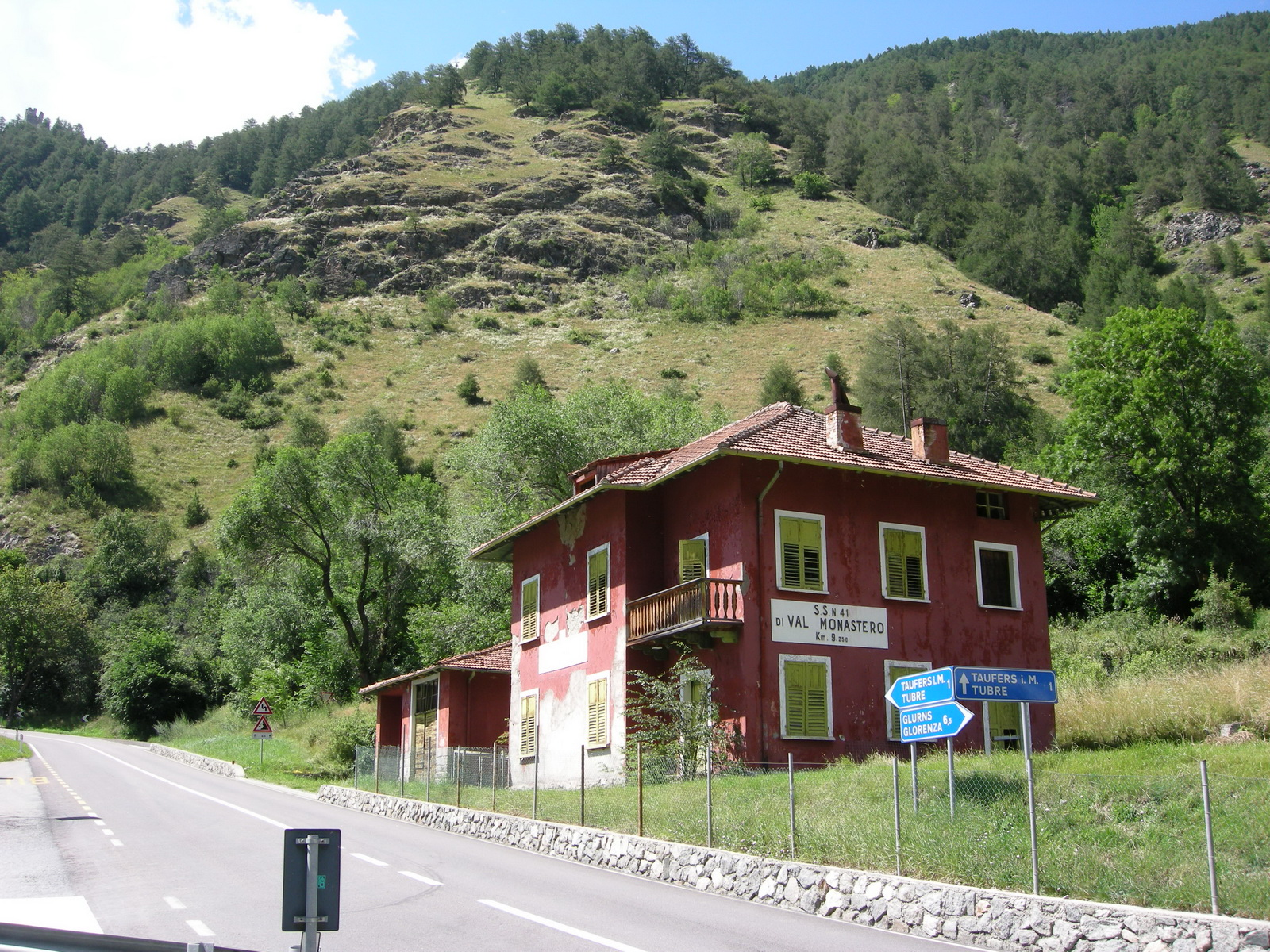
La casa cantoniera di Rivaira, presso Tubre
(Demolita nel 2007 e sostituita con una centrale di teleriscaldamento)

La SS 41 venne istituita nel 1928 con il seguente percorso: "Sluderno - Confine svizzero verso Müstair."
In seguito al decreto legislativo 2 settembre 1997, n° 320, dal 1º luglio 1998, la gestione delle strade statali nei tratti in Trentino-Alto Adige è passata dall'ANAS alla provincia autonoma di Bolzano mantenendo la classificazione e la sigla di statale (SS).

## Percorso
Ha origine a Sluderno dalla strada statale 40 di Resia e termina a Tubre, in corrispondenza del valico di frontiera di Müstair, dove si trasforma nella strada principale 28 svizzera.
La strada attraversa gli abitati di Glorenza e Tubre, e segue sostanzialmente il corso del rio Ram.